# Kleinlellenfeld
Kleinlellenfeld ist ein Gemeindeteil des Marktes Arberg im Landkreis Ansbach (Mittelfranken, Bayern). Die Gemarkung Kleinlellenfeld hat eine Fläche von 2,950 km². Sie ist in 332 Flurstücke aufgeteilt, die eine durchschnittliche Fläche von 8884,95 m² haben. In ihr liegt neben dem namensgebenden Ort der Gemeindeteil Eybburg.

## Geographie
Das Dorf liegt rund 4,1 Kilometer südöstlich von Arberg. Im Norden entspringt der Mühlgraben, der 1,5 km weiter westlich in den Dennenloher See mündet. 0,5 km östlich liegt das Flurgebiet Letten, 0,5 km südlich das Waldgebiet Eichelgarten, 0,5 km südöstlich der Cronheimer Wald.
Die Kreisstraße AN 47 führt nach Oberschwaningen (2 km südlich) bzw. zur Kreisstraße AN 60/WUG 25, die nach Großlellenfeld (0,8 km nordwestlich) bzw. zur Staatsstraße 2219 bei Cronheim führt (2 km südöstlich). Eine Gemeindeverbindungsstraße führt ebenfalls nach Großlellenfeld (0,6 km nordwestlich).
Kleinlellenfeld liegt am Limesweg des Fränkischen Albvereins, einem Teilabschnitt des Deutschen Limes-Wanderwegs.

## Geschichte
Lellenfeld war ein früher Siedlungsraum des Römischen Reiches. In den Jahren 1892/93 wurde durch Wilhelm Kohl, Streckenkommissar der Reichs-Limeskommission, die sogenannte „Teufelsmauer“, ein 34 Kilometer langer Limesabschnitt des Raetischen Limes (ORL-Strecke 14) von Mönchsroth bis Lellenfeld archäologisch untersucht. Der Limes durchquert hier direkt das Dorf. 1893 gelang es Heinrich Eidam, seit 1892 Streckenkommissar, für den Abschnitt von Kleinlellenfeld bis zur Rezat, im Wald bei Kleinlellenfeld die Bauabfolge der römischen Limeseinrichtungen nachzuweisen.
Der alte Ortsname von Kleinlellenfeld war Oberlellenfeld. Im Fränkischen Bauernaufstand 1525 beteiligten sich auch Besitzer von 13 Anwesen aus dem Dorf. Im Jahr 1556 gab der römisch-deutsche König Ferdinand I. dem Ortsherrn Georg Ludwig von Eyb die Erlaubnis, ein bürgerliches Gericht in Oberlellenfeld einzurichten. Der Ort war ab 1590 Sitz einer markgräflichen Wildmeisterei und Zollstelle.
Kleinlellenfeld lag im Fraischbezirk des ansbachischen Oberamtes Wassertrüdingen. Im Jahr 1615 gab es in Kleinlellenfeld 21 Anwesen. Die Grundherren waren der Hochstift Eichstätt (11 Anwesen, davon 9 Anwesen der Herren von Eyb-Cronheim und 2 von Eybburg), das Markgraftum Ansbach (9 Anwesen, davon 2 des ehemaligen Klosters Heilsbronn).
Gegen Ende des 18. Jahrhunderts bestand der Ort 22 Anwesen. Die Dorf- und Gemeindeherrschaft hatte das eichstättische Vogtamt Cronheim. Grundherren waren
- ansbachische Ämter (11 Anwesen; Vogtamt Bechhofen: 1 Gütlein, Kastenamt Gunzenhausen: 2 Söldengüter; Verwalteramt Merkendorf: 1 Gut, 1 Haus; Kastenamt Wassertrüdingen: 1 Gut, 1 Gütlein, 2 Häuser, 2 Halbhäuser)
- eichstättische Ämter (10 Anwesen; Vogtamt Cronheim: 1 Gut, 5 Söldengüter, 1 Söldengütlein, 2 Häuser; Kastenamt Ornbau: 1 Söldengütlein)
- Kirche Arberg (1 Söldengut).

Außerdem gab es ein Wildmeisterhaus und ein Gemeindehirtenhaus. Von 1797 bis 1808 unterstand der Ort dem Justiz- und Kammeramt Wassertrüdingen.
Infolge des Gemeindeedikts wurde Kleinlellenfeld dem 1809 gebildeten Steuerdistrikt und Ruralgemeinde Großlellenfeld zugeordnet. Mit dem Zweiten Gemeindeedikt (1818) entstand die Ruralgemeinde Kleinlellenfeld, zu der Eybburg gehörte. Sie war in Verwaltung und Gerichtsbarkeit dem Landgericht Wassertrüdingen zugeordnet und in der Finanzverwaltung dem Rentamt Wassertrüdingen (1919 in Finanzamt Wassertrüdingen umbenannt, 1932–1973 Finanzamt Gunzenhausen, seit 1973 Finanzamt Ansbach). Die Verwaltung übernahm 1862 das neu geschaffene Bezirksamt Dinkelsbühl (1938 in Landkreis Dinkelsbühl umbenannt). Die Gerichtsbarkeit blieb beim Landgericht Wassertrüdingen (1879 in Amtsgericht Wassertrüdingen umbenannt), von 1956 bis 1970 war das Amtsgericht Gunzenhausen zuständig und von 1970 bis 1973 das Amtsgericht Dinkelsbühl, das seit 1973 eine Zweigstelle des Amtsgerichtes Ansbach ist. Die Gemeinde hatte 1964 eine Gebietsfläche von 2,950 km².
1885 wurde das Forstrevier Lellenfeld im Forstamt Gunzenhausen ein eigenständiges Forstamt. Das Amt wurde 1963 aufgelöst, das Revier gehört seitdem zum Forstamt Dinkelsbühl.
Am 1. April 1971 schloss sich die Gemeinde Kleinlellenfeld mit der Gemeinde Großlellenfeld zur Gemeinde Lellenfeld zusammen. Der Landkreis Dinkelsbühl wurde am 1. Juli 1972 im Zuge der Gebietsreform in Bayern in den Landkreis Ansbach eingegliedert. Am 1. Mai 1978 wurde die Gemeinde Lellenfeld in den Markt Arberg eingemeindet.
2002 hatte Kleinlellenfeld 53 Anwesen.

## Einwohnerentwicklung
Gemeinde Kleinlellenfeld
| Jahr      | 1818   | 1840   | 1852   | 1855   | 1861   | 1867   | 1871   | 1875   | 1880   | 1885   | 1890   | 1895   | 1900   | 1905   | 1910   | 1919   | 1925   | 1933   | 1939   | 1946   | 1950   | 1952   | 1961   | 1970   |
| Einwohner | 145    | 189    | 151    | 151    | 163    | 178    | 170    | 177    | 177    | 194    | 165    | 171    | 163    | 167    | 167    | 162    | 174    | 202    | 192    | 240    | 235    | 208    | 207    | 183    |
| Häuser    | 29     | 40     |        |        |        |        | 37     |        |        | 38     | 39     |        | 39     |        |        |        | 39     |        |        |        | 42     |        | 43     |        |
| Quelle    | [ 17 ] | [ 18 ] | [ 19 ] | [ 19 ] | [ 20 ] | [ 21 ] | [ 22 ] | [ 23 ] | [ 24 ] | [ 25 ] | [ 26 ] | [ 19 ] | [ 27 ] | [ 19 ] | [ 28 ] | [ 19 ] | [ 29 ] | [ 19 ] | [ 19 ] | [ 19 ] | [ 30 ] | [ 19 ] | [ 12 ] | [ 31 ] |

Ort Kleinlellenfeld
| Jahr      | 001818 | 001840 | 001861 | 001871 | 001885 | 001900 | 001925 | 001950 | 001961 | 001970 | 001987 | 002011 |
| Einwohner | 126    | 136    | 142    | 147    | 163    | 139    | 153    | 209    | 186    | 169    | 170    | 166    |
| Häuser    | 26     | 37     |        |        | 34     | 35     | 35     | 38     | 39     |        | 45     |        |
| Quelle    | [ 17 ] | [ 18 ] | [ 20 ] | [ 22 ] | [ 25 ] | [ 27 ] | [ 29 ] | [ 30 ] | [ 12 ] | [ 31 ] | [ 32 ] | [ 1 ]  |

## Bau- und Bodendenkmäler

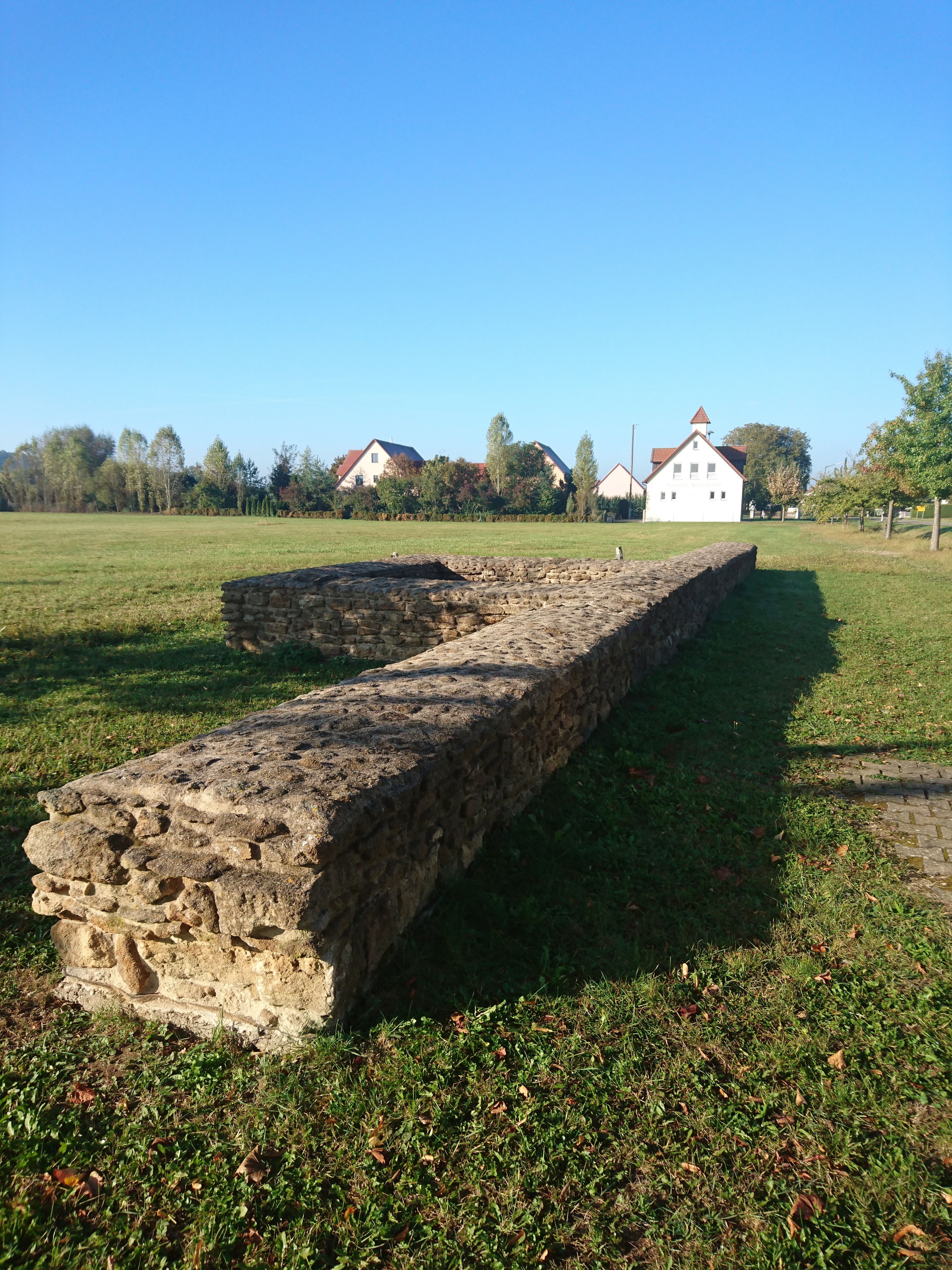
Rekonstruierte Grundmauer eines römischen Wachturms

In Kleinlellenfeld gibt es 2 Baudenkmäler und 17 Bodendenkmäler:
- Die Kapelle ist ein kleiner fensterloser Bau aus dem 18. Jahrhundert.
- Haus Nr. 18 ist das ehemalige Wildmeisterhaus und spätere Forstamt. Der zweigeschossige Krüppelwalmdachbau mit Zwerchhaus und Putzgliederungen wurde um 1750 vom markgräflichen Bauinspektor Johann David Steingruber erbaut. Zum Anwesen gehört des Weiteren eine ebenfalls aus dem 18. Jahrhundert stammende massive Scheune mit Krüppelwalmdach.
- Rund 350 Meter östlich der Ortsmitte befindet sich an der Straßenbiegung die rekonstruierte Grundmauer eines römischen Wachturms (Wp 13/41) und rund 1175 Meter östlich der Ortsmitte am Weg ein weiterer Wachtposten (Wp 13/42). Beide gehörten zum Obergermanisch-Raetischen Limes, seit 2005 Teil des UNESCO-Welterbes. Sie sind als archäologisches Geländedenkmal ein gesetzlich geschütztes Bodendenkmal im Sinne des Bayerischen Denkmalschutzgesetzes (BayDSchG). Nachforschungen und gezieltes Sammeln von Funden sind erlaubnispflichtig, Zufallsfunde sind den Denkmalbehörden anzuzeigen.

## Religion
Der Ort ist römisch-katholisch geprägt und bis heute nach Beatae Mariae Virginis (Großlellenfeld) gepfarrt. Die Einwohner evangelisch-lutherischer Konfession sind nach Dreifaltigkeitskirche (Unterschwaningen) gepfarrt.